# Aeroporto de Tarbes-Lourdes-Pirenéus
O Aeroporto de Tarbes-Lourdes-Pirenéus (em francês: Aéroport de Tarbes-Lourdes-Pyrénées) (IATA: LDE, ICAO: LFBT) é um aeroporto localizado em Tarbes e nas proximidades da cidade de Lourdes, no departamento dos Altos Pirenéus, localizado na região da Occitânia, em França. Recebe anualmente uma enorme afluência internacional de peregrinos católicos que o utilizam para visitar o Santuário de Nossa Senhora de Lourdes.
Para interligar duas das maiores cidades-santuário do mundo, a de Fátima, em Portugal, e a de Lourdes, em França, a companhia aérea de baixo custo Ryanair lançou em 2019 uma ligação direta entre a capital portuguesa, Lisboa, e o Aeroporto de Tarbes-Lourdes-Pirenéus.

## Acessos
Os passageiros podem ser transportados até ao centro de Tarbes ou à cidade mariana de Lourdes através de ônibus e táxis. Existe um serviço regular de autocarro (Navette) que liga diretamente o aeroporto às proximidades do Santuário de Nossa Senhora de Lourdes (custo do bilhete €2,00). 